# Eirene brevistylus
Eirene brevistylus is een hydroïdpoliep uit de familie Eirenidae. De poliep komt uit het geslacht Eirene. Eirene brevistylus werd in 1994 voor het eerst wetenschappelijk beschreven door Huang & Xu. 